# Scudo di Achille

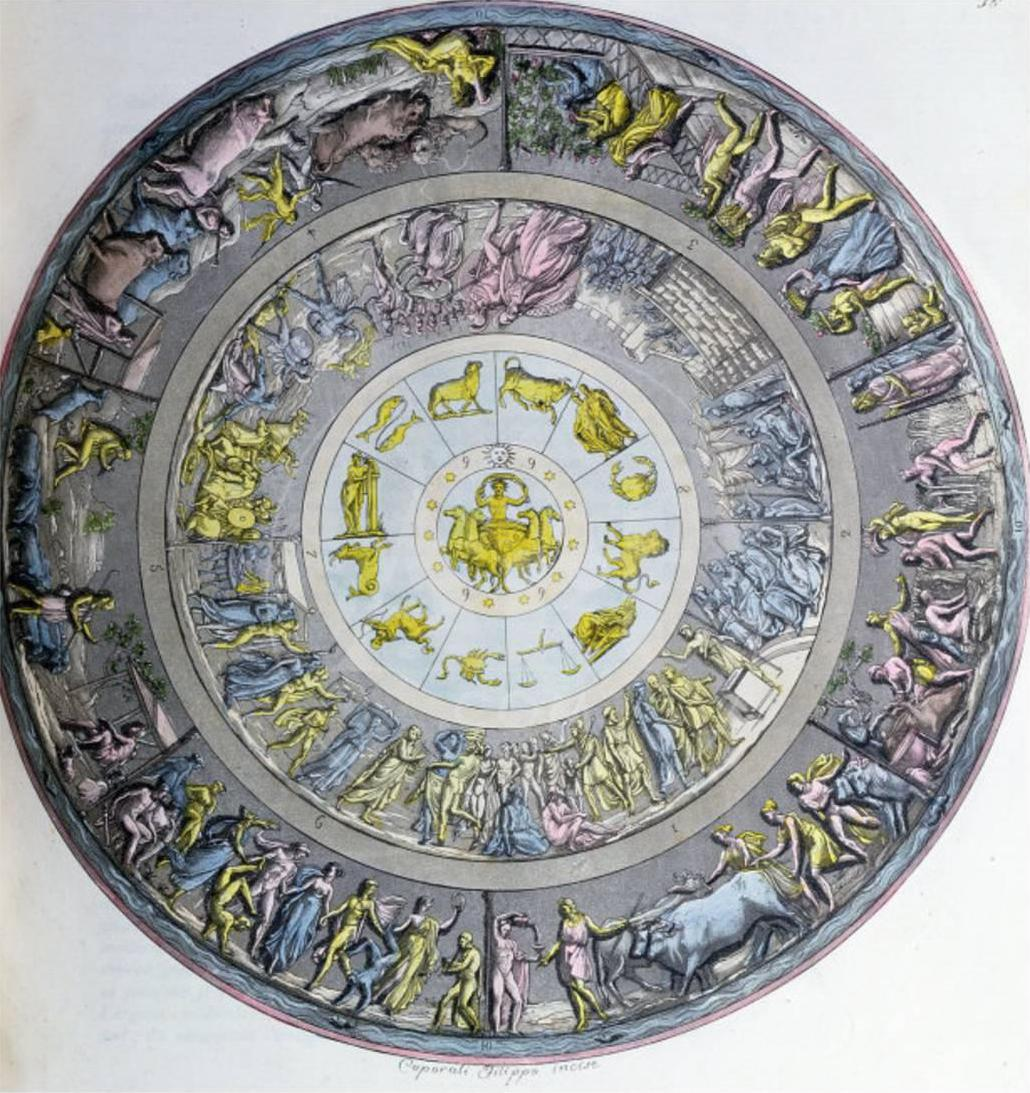
Lo scudo nell'interpretazione di Angelo Monticelli.

Lo scudo di Achille è lo scudo, utilizzato dall'eroe greco Achille per vendicare il compagno Patroclo uccidendo l'eroe troiano Ettore, descritto in un celebre passaggio del libro XVIII (versi 478-608) dell'Iliade.
Il passaggio nel quale Omero descrive lo scudo è uno dei primi esempi di ekphrasis (lett. descrizione di un'opera d'arte figurativa) della letteratura occidentale e funse da modello di riferimento per altri autori: gli esempi più famosi di contaminatio omerica sono il poema Lo scudo di Eracle (Ἀσπὶς Ἡρακλέους - Aspìs Hēraklèūs), attribuito ad Esiodo, e la descrizione dello scudo di Enea nel libro VIII dell'Eneide di Virgilio.

Nel 1952, il poeta britannico Wystan Hugh Auden riscrisse, in chiave moderna, la descrizione dello scudo nel poema The Shield of Achilles (ital. "Lo scudo di Achille").

## Il contesto mitologico
Perdute le sue armi dopo averle prestate a Patroclo, eroe ucciso da Ettore (grazie all'aiuto di altre due divinità), Achille è impossibilitato a vendicare la morte dell'amico. La madre Teti intercede per lui presso il dio del fuoco Efesto, affinché possa forgiare delle nuove armi per l'eroe. Il dio-fabbro riempie così il suo crogiolo di rame e stagno (componenti del bronzo) frammisti ad oro e argento, realizzando una nuova, sontuosa panoplia per l'eroe. Tra i manufatti, spicca un grande scudo, del quale Omero fornisce un'accuratissima descrizione:
(Omero, Iliade, XVIII, vv. 483-489, nella traduzione di Vincenzo Monti.)

## Descrizione
I soggetti secondo la descrizione omerica sono:
1. la terra, il cielo ed il mare, il sole, la luna e le costellazioni (483-489);
2. «due belle città di creature mortali», una scena di nozze ed un processo, un assedio e la battaglia che ne segue (490-540);
3. un campo arato per la terza volta (541-549);
4. la tenuta del re, dove vengono raccolte le messi (550-560);
5. un vigneto con dei raccoglitori di grappoli (561-572);
6. una mandria di giovenche, attaccata da due leoni (573-586);
7. un bianco gregge di pecore al pascolo (587-589);
8. una danza di giovani (590-606);
9. il gran fiume di Oceano (607-608).